# 마로니에3
《마로니에3》은 마로니에의 3집 정규 음반이다. 이 앨범의 타이틀곡인 〈칵테일 사랑〉은 노래 가사 가운데 연인이길 원하는 사람에게 속삭일 멜로디로 《모차르트 피아노 협주곡 21번》을 언급한 것으로 큰 화제를 모으기도 했다.

## 수록곡
| #            | 제목                       | 작사         | 작곡         | 편곡           | 재생 시간 |
| ------------ | -------------------------- | ------------ | ------------ | -------------- | --------- |
| 1.           | 〈칵테일 사랑〉            | 김선민       | 김선민       | 신윤미, 유영선 | 3:50      |
| 2.           | 〈소개로 만난 너〉         | 김선민       | 정일영       | 정일영         | 4:42      |
| 3.           | 〈내게로〉                 | 김선민       | 김선민       | 신동우         | 4:37      |
| 4.           | 〈외로운 나〉              | 김선민       | 김선민       | 신동우         | 4:26      |
| 5.           | 〈길을 묻는 연인들〉       | 김선민       | 김선민       | 이시우         | 4:04      |
| 6.           | 〈지금 내겐 네가 필요해〉  | 김선민       | 정일영       | 정일영         | 4:08      |
| 7.           | 〈이젠 너를〉              | 유유진       | 유영선       | 유영선         | 4:40      |
| 8.           | 〈첼로의 슬픔〉            | 김선민       | 김선민       | 신동우         | 4:48      |
| 9.           | 〈혼자만의 생각〉          | 김선민       | 김선민       | 신동우         | 4:17      |
| 10.          | 〈칵테일 사랑〉 (아카펠라) | 김선민       | 김선민       | 신윤미, 유영선 | 3:22      |
| 총 재생 시간 | 총 재생 시간               | 총 재생 시간 | 총 재생 시간 | 총 재생 시간   | 42:54     |